# Bathyonchus indicus
Bathyonchus indicus is een rondwormensoort uit de familie van de Leptolaimidae.